# Zvon
Zvon är ett berg i Tjeckien.   Det ligger i regionen Ústí nad Labem, i den nordvästra delen av landet, 60 km nordväst om huvudstaden Prag. Toppen på Zvon är 653 meter över havet, eller 88 meter över den omgivande terrängen. Bredden vid basen är 0,80 km.
Terrängen runt Zvon är kuperad åt sydost, men åt nordväst är den platt.Runt Zvon är det ganska glesbefolkat, med 38 invånare per kvadratkilometer. Närmaste större samhälle är Ústí nad Labem, 14,4 km nordost om Zvon. I omgivningarna runt Zvon växer i huvudsak blandskog.